# Tunge, Stångenäs, Sörbygdens och Sotenäs tingslag
Tunge, Stångenäs, Sörbygdens och Sotenäs tingslag var till 25 augusti 1917 ett tingslag i Göteborgs och Bohus län i Sunnervikens domsaga. Tingsplatsen var i Kvistrum.
Tingslaget omfattade häraderna Tunge, Stångenäs, Sörbygden och Sotenäs. 
Tingslaget bildades som ett gemensamt tingslag 1732 och uppgick 25 augusti 1917 i Sunnervikens tingslag.